# Bundesstraße 444
Pour les articles homonymes, voir Route 444.
La Bundesstraße 444 est une Bundesstraße du Land de Basse-Saxe.

## Géographie
La B 444 débutait jusqu'en 2008 à Kreuzkrug au croisement avec la B 188. Après seulement quelques centaines de mètres, il croise la B 214. En 2008, cette section est démantelée et réaménagée. Depuis lors, la route principale ne commence qu'au croisement avec la B 214. Elle traverse le nord de l'arrondissement de Peine : Eltze et Edemissen. On atteint l'agglomération de Peine par le quartier de Stederdorf.
La B 444 croise l'A 2 à la sortie 52 "Peine". En contournant Peine, la B 444 a un parcours commun avec la B 65. Le Bundesstraße traverse la ville par Celler Straße, ici les camions ne sont pas autorisés à conduire la nuit en raison des mesures de protection contre le bruit. Il y a une connexion à la B 494 à Hildesheim. Après avoir traversé le Mittellandkanal, la clinique Peine se situe à l'est de la B 444.
La B 444 circule avec la B 1 entre les villages de Groß Lafferde et Hoheneggelsen. Elle tourne ensuite vers le sud (en direction de Goslar) et passe par le Vorholz pour relier les villages de Bettrum et Nettlingen.
La Bundesstraße se termine à la sortie à Grasdorf de la B 6, non loin de la sortie Derneburg/Salzgitter de l'A 7.

## Source
- (de) Cet article est partiellement ou en totalité issu de l’article de Wikipédia en allemand intitulé « Bundesstraße 444 » (voir la liste des auteurs).